# Phalacrus caricis
Phalacrus caricis – gatunek chrząszcza z rodziny pleszakowatych.

## Taksonomia
Gatunek ten opisany został po raz pierwszy w 1807 przez Johanna H.C. Friedricha Sturma.

## Morfologia
Chrząszcz o podługowato-owalnym, słabiej niż u P. corruscus wysklepionym ciele długości od 1,6 do 2,5 mm. Ubarwienie ma głównie czarne ze zmatowiałym połyskiem, istnieje jednak forma barwna o jasnobrązowych pokrywach. Czułki mają buławkę z ostatnim członem owalnym, tak długim jak dwa poprzednie razem wzięte, półtorakrotnie dłuższym niż szerokim. Głaszczki szczękowe cechują się walcowatym, dwuipółkrotnie dłuższym niż szerokim członem trzecim. Przedplecze jest trapezowate, delikatnie i stosunkowo gęsto punktowane, mikrorzeźbione. Kształt dużej tarczki jest trójkątny. Na powierzchni pokryw występuje mikrorzeźba oraz układające się w liniowe szeregi punktowanie.  Rząd przyszwowy jest pojedynczy, niedochodzący w okolice tarczki. Zapiersie ma półkoliste linie biodrowe. Odnóża mają brunatne stopy. Przednia para odnóży ma na zewnętrznej krawędzi goleni dwa przylegające do siebie ząbki.

## Ekologia i występowanie
Owad wilgociolubny, zasiedlający torfowiska i wilgotne łąki. Jest mykofagiem żerującym na zarodnikach grzybów porażających turzyce i ostnice. Aktywne osobniki dorosłe obserwuje się głównie w maju i czerwcu.
Gatunek palearktyczny, znany z Irlandii, Wielkiej Brytanii, Francji, Holandii, Niemiec, Szwajcarii, Austrii, Włoch, Danii, Szwecji, Finlandii, Estonii, Litwy, Polski, Czech, Słowacji, Węgier, Białorusi, Ukrainy, Chorwacji, Bośni i Hercegowiny,  europejskiej części Rosji, Turcji i Zakaukazia.